# Kuzmice (Trebišov)
Kuzmice (bis 1927 slowakisch auch „Kužnice“; ungarisch Kozma) ist eine Gemeinde im Osten der Slowakei, mit 1744 Einwohnern (Stand 31. Dezember 2024). Administrativ gehört sie zum Okres Trebišov, einem Kreis des übergeordneten Košický kraj.

## Geographie
Die Gemeinde liegt am Osthang der Slanské vrchy, beiderseits des Flusses Roňava, kurz nach dem Zusammenfluss mit der Terebľa. Kuzmice ist 17 Kilometer von Trebišov und 36 Kilometer von Košice entfernt.
Verwaltungstechnisch gliedert sich die Gemeinde in die Gemeindeteile Dancov Potok und Kuzmice.

## Geschichte
Der Ort wurde zum ersten Mal 1270 als Kozma schriftlich erwähnt und wurde wahrscheinlich im frühen 13. Jahrhundert von einem niederen Edelmann gegründet. Der landwirtschaftlich geprägte Ort hatte 1828 84 Häuser und 624 Einwohner.

## Bevölkerung
| Jahr                | 1994 | 2004     | 2014    | 2024    |
| ------------------- | ---- | -------- | ------- | ------- |
| Anzahl der Personen | 1404 | 1651     | 1710    | 1744    |
| Unterschied         |      | +17,59 % | +3,57 % | +1,98 % |

| Jahr                | 2023 | 2024    |
| ------------------- | ---- | ------- |
| Anzahl der Personen | 1732 | 1744    |
| Unterschied         |      | +0,69 % |